# Комуністична партія Російської Федерації
Комуністична партія Російської Федерації (рос. Коммунистическая партия Российской Федерации) — ліва російська політична партія. Це друга за розміром і найбільша опозиційна політична партія в Росії. Її іноді розглядають як наступника Комуністичної партії Радянського Союзу (КПРС) і КП РРСФР (створена в 1990 році), діяльність яких була призупинена в листопаді 1991 року указом президента РРСФР. 14 лютого 1993 року відбувся II надзвичайний відновлювально-об'єднавчий з'їзд партії. В березні 1993 року була зареєстрована як загальноросійська політична громадська організація «Комуністична партія Російської Федерації».
Лідери: Геннадій Зюганов, Іван Мельников, Володимир Кашин (раніше також Геннадій Селезньов, Валентин Купцов).

## Історія

### Створення партії
Комуністична партія РСФСР в складі КПРС була утворена в червні 1990 року на конференції російських комуністів, перетвореної в I (Установчий) з'їзд КП РРФСР. У червні — вересні 1990 року був сформований склад Центрального Комітету Компартії РРФСР на чолі з першим секретарем ЦК народним депутатом РРФСР Іваном Полозкова (і КП РРФСР завдяки цьому часто іменувалася в пресі «партією Полозкова»). 6 серпня 1991 І. Полозкова змінив Валентин Купцов. Після ліквідації спроби державного перевороту ДКНС в серпні 1991 року КП РРФСР була заборонена разом з КПРС.
На нараді комуністичних і робітничих партій СРСР 8-9 серпня 1992 був створений «Роскомсовет» — політична консультативно-координаційна рада комуністів Росії, яка поставила за мету відновлення єдиної комуністичної партії Росії. Нарада 14 листопада 1992 ухвалила рішення утворити на базі Роскомсовета Ініціативний оргкомітет по скликанню і проведенню з'їзду комуністів Росії.
30 листопада 1992 Конституційний суд скасував заборону Компартії РРФСР. Після цього в Ініціативний оргкомітет увійшов і став одним з його лідерів співголова Фронту Національного порятунку (ФНП) Геннадій Зюганов. 13-14 лютого 1993 в Клязьминському пансіонаті в Підмосков'ї відбувся II надзвичайний з'їзд комуністів Росії, на якому КП РРФСР була відновлена під назвою Комуністична партія Російської Федерації (КПРФ).
З'їзд обрав Центральний виконавчий комітет (ЦВК) з 148 осіб. Організаторами з'їзду спочатку планувалося, що в партії буде запроваджено інститут співголів, серед яких провідну роль гратиме Валентин Купцов. Проте генерал Альберт Макашов звинуватив В. Купцова в «горбачовізмі» і зажадав, щоб єдиним керівником партії був обраний Г. Зюганов, причому не на пленумі, а безпосередньо з'їздом. Макашов не залишав трибуну до тих пір, поки В. Купцов не дав обіцянку підтримати кандидатуру Г. Зюганова і не висувати своєї власної. Г. Зюганов був обраний головою КПРФ. За пропозицією Г. Зюганова були обрані 6 заступників голови: В. Купцов, Іван Рибкін, Михайло Лапшин, Віктор Зоркальцев, Юрій Бєлов. Голова та його заступники склали Президію ЦВК з 7 осіб.
У вересні 1993 року КПРФ засудила Указ Президента Єльцина про розпуск парламенту, але, на відміну від інших компартій, активної участі в події 21 вересня — 4 жовтня не брала. 5 жовтня діяльність партії була на 17 днів припинена владою.

### Діяльність партії у період першої Державної думи
26 жовтня 1993 I Конференція КПРФ висунула загальфедеральний передвиборчий список кандидатів в депутати Державної Думи. На виборах 12 грудня 1993 список КПРФ отримав 6 666 402 голоси (12,40 %) і, відповідно, 32 мандати за пропорційною системою. 10 кандидатів, висунутих КПРФ, перемогли в одномандатних округах. Крім того, 4 члена КПРФ були обрані за списками інших виборчих об'єднань: Георгій Лукава — за списком Ліберально-демократичної партії Росії (ЛДПР), Євген Бученко та Іван Рибкін — Аграрної партії Росії (АПР), Жанна Лозинська — за списком Політичного руху «Жінки Росії» (ЖР).
До Ради Федерації були обрані 13 членів КПРФ (рахуючи Віктора Степанова, який вказав при реєстрації членство в складовій КПРФ — Союзі комуністів Карелії, і Василя Стародубцева, що був одночасно членом Аграрної партії Росії). Вже після виборів в КПРФ вступив депутат Ради Федерації В'ячеслав Зволінський.
У січні 1994 року в Держдумі склалася депутатська фракція КПРФ з 45 депутатів (32 — обрані у загальнофедеральному окрузі, 13 — за територіальними одномандатними округами). Головою фракції був обраний Г. Зюганов. На посаду Голови Державної Думи 13 січня 1994 фракція КПРФ висунула безпартійного члена фракції Валентина Ковальова, який зняв свою кандидатуру на користь Івана Рибкіна (член КПРФ; фракція АПР).
23 лютого 1994 фракція КПРФ у Держдумі голосувала за амністію членів ДКНС та учасників подій вересня-жовтня 1993.

### Діяльність партії у період другої Державної думи
26 серпня 1995 відбулася III Всеросійська конференція КПРФ, на якій були сформовані списки кандидатів від КПРФ в Державну Думу другого скликання. Загальфедеральний список очолили Г. Зюганов, Аман Тулєєв (формально — безпартійний) і Світлана Горячева.
На виборах до Державної Думи 17 грудня 1995 список КПРФ зайняв перше місце, зібравши 15 432 963 голосів (22,30 %).
Найбільшу підтримку на виборах 17 грудня 1995 КПРФ отримала в Північній Осетії (51,67 %), в Орловської області (44,85 %), в Дагестані (43,57 %), в Адигеї (41,12 %), в Тамбовської області (40,31 %), в Карачаєво-Черкесії (40,03 %), в Пензенській області (37,33 %), в Ульяновської області (37,16 %), в Амурській області (34,89 %), у Смоленській області (31,89 %), у Бєлгородській області (31,59 %), в Рязанської області (30,27 %).
У Думі другого скликання КПРФ отримала 157 мандатів (99 мандатів за пропорційною системою, 58 мандатів за територіальним мажоритарних округах). Крім 157 депутатів від власне КПРФ, в Думу пройшли 23 кандидати, яких КПРФ офіційно підтримувала (з числа незалежних, аграріїв і висуванців блоку «Влада — народу!»).
У фракції КПРФ у Державній Думі 16 січня 1996 зареєструвалося 149 депутатів, потім — 145. 11 депутатів за рішенням керівництва КПРФ були делеговані в Аграрну депутатську групу (в тому числі член КПРФ Володимир Зеленін, формально висунутий не партією, а виборцями), 6 — до групи «Народовладдя». Представник КПРФ Геннадій Селезньов був обраний Головою Державної Думи.
IV Всеросійська конференція КПРФ 15 лютого 1996 підтримала висунуту ініціативною групою громадян кандидатуру Г. Зюганова на пост президента РФ. У лютому-березні 1996 навколо КПРФ був сформований Блок народно-патріотичних сил, який підтримував Г. Зюганова. У першому турі президентських виборів 16 червня 1996 року Зюганов отримав 24 211 790 голосів, або 32,04 % (друге місце, Борис Єльцин — 35,28 %), у другому турі 3 липня 1995 — 30 113 306 голосів, або 40, 31 % (Б. Єльцин — 53,82 %).
Після поразки на президентських виборах КПРФ в цілому в 1996-98 роках підтримувала уряд Віктора Черномирдіна: голосувала за затвердження його прем'єром, за бюджет тощо Після відставки з ініціативи президента Б. Єльцина навесні 1998 року уряду В. Черномирдіна, КПРФ виступала проти затвердження в Думі прем'єра Сергія Кирієнко, проте декілька членів КПРФ підтримали затвердження Кирієнка (оскільки в разі відмови була загроза розпуску Думи).
Навесні 1999 КПРФ наполягла на обговоренні в Думі питання про дострокове відсторонення Б. М. Єльцина від влади. Всі депутати — члени КПРФ (за винятком одного госпіталізованого за межами столиці) голосували за імпічмент.

### Діяльність партії у період третьої Державної думи
На виборах 19 грудня 1999 КПРФ отримала по багатомандатному федеральному округу 16 195 569 голосів (24,29 %, 1-е місце) і, відповідно, 67 мандатів за пропорційною системою. По одномандатних територіальними округами пройшли 46 висуванців КПРФ, обрані за мажоритарною системою (разом: 113).
У фракції КПРФ у січні 2000 зареєструвалося 95 депутатів: 23 депутати від КПРФ були делеговані в агропромислову депутатську групу (АПДГ), троє депутатів від КПРФ залишилися поза фракціями, але приєдналися 6 членів КПРФ, обрані як незалежні, і 2 депутата від ДПА.
VI з'їзд КПРФ в січні 2000 висунув Г. Зюганова кандидатом у президенти Росії. На президентських виборах 26 березня 2000 року Зюганов отримав 21 928 471 голосів виборців (29,21 % — друге місце після Володимира Путіна).
20 лютого 2001 року Зюганов заявив в Думі, що фракція КПРФ приступає до збору підписів за розгляд питання про недовіру уряду Михайла Касьянова. 14 березня 2001 за недовіру голосували тільки КПРФ (за винятком 4-х депутатів) і Агропромислова група, а також окремі депутати з інших фракцій (126 — «за», 76 — «проти», 5 — утрималися, 244 не голосували).
Навесні 2002 року, після того, як рішенням Держдуми у КПРФ були відібрані пости голів шести думських комітетів, пленум ЦК КПРФ ухвалив рішення, яке зобов'язує комуністів покинути і ті пости, що їм залишилися. Селезньов відмовився виконати дане рішення і 25 травня 2002 пленумом ЦК КПРФ був виключений з КПРФ.
Фракція КПРФ голосувала проти проектів урядових бюджетів, закону, що дозволяв виселення боржників із квартир про несплату.

### Діяльність партії у період четвертої Державної думи
6 вересня 2003 перший етап IX з'їзду КПРФ затвердив списки кандидатів (загальфедеральний і по округах) в Державну Думу 4-го скликання. У першу трійку увійшли Г. Зюганов, М. Кондратенко та М. Харитонов. На думських виборах 7 грудня 2003 КПРФ отримала, згідно з офіційними даними, 7 647 820 голосів (тобто 12,61 %) і 52 мандати (40 по списку, 12 висуванців у мажоритарних округах).
На пленумі ЦК КПРФ, що відбувся 27 грудня 2003, група Генадія Семігіна, скориставшись низьким для КПРФ результатом виборів до Держдуми, зробила невдалу спробу відсторонити Зюганова від керівництва партією.
На виборах Президента Росії 14 березня 2004 кандидат від КПРФ Микола Харитонов отримав, за офіційними даними, 13,69 % голосів, посівши 2-е місце після В. Путіна. Представники КПРФ заявили про фальсифікації, Г. Зюганов направив з цього приводу звернення Генпрокурору РФ з проханням «взяти проведення прокурорської перевірки і розслідування кримінальних справ» за фактами фальсифікації «під особистий контроль».[неякісне джерело]
У березні — червні 2004 року Держдума прийняла в трьох читаннях закон «Про збори, мітинги, демонстрації, ходи і пікетування», фактично встановлює дозвільний порядок проведення акцій. Фракція КПРФ у всіх трьох читаннях голосувала проти.
18 травня 2004 Президія ЦК КПРФ виключив з партії Г. Семігіна за розкольницьку діяльність. 20 травня Семігін сам вийшов із фракції КПРФ. Навесні 2004 р. у всіх регіональних відділеннях КПРФ пройшли звітно-виборчі конференції в рамках боротьби із «семігінцямі». Своїх постів позбулися декілька перших секретарів (зокрема, в Калузькій та Володимирській областях і Карелії). Перед X з'їздом КПРФ антизюганівська опозиція спробувала взяти реванш членів КПРФ.
У липні і серпні 2004 року Держдума прийняла закон про монетизацію пільг, що передбачає заміну пільг мізерними грошовими компенсаціями. Фракція КПРФ голосувала проти в усіх трьох читаннях. У вересні 2004 року КПРФ виступила проти ініціативи Президента РФ з переходу на пропорційну систему обрання Держдуми і проти скасування прямих виборів губернаторів. У грудні 2004 року КПРФ провела ряд акцій протесту в регіонах Росії проти монетизації пільг.

### Діяльність партії у період п'ятої Державної думи

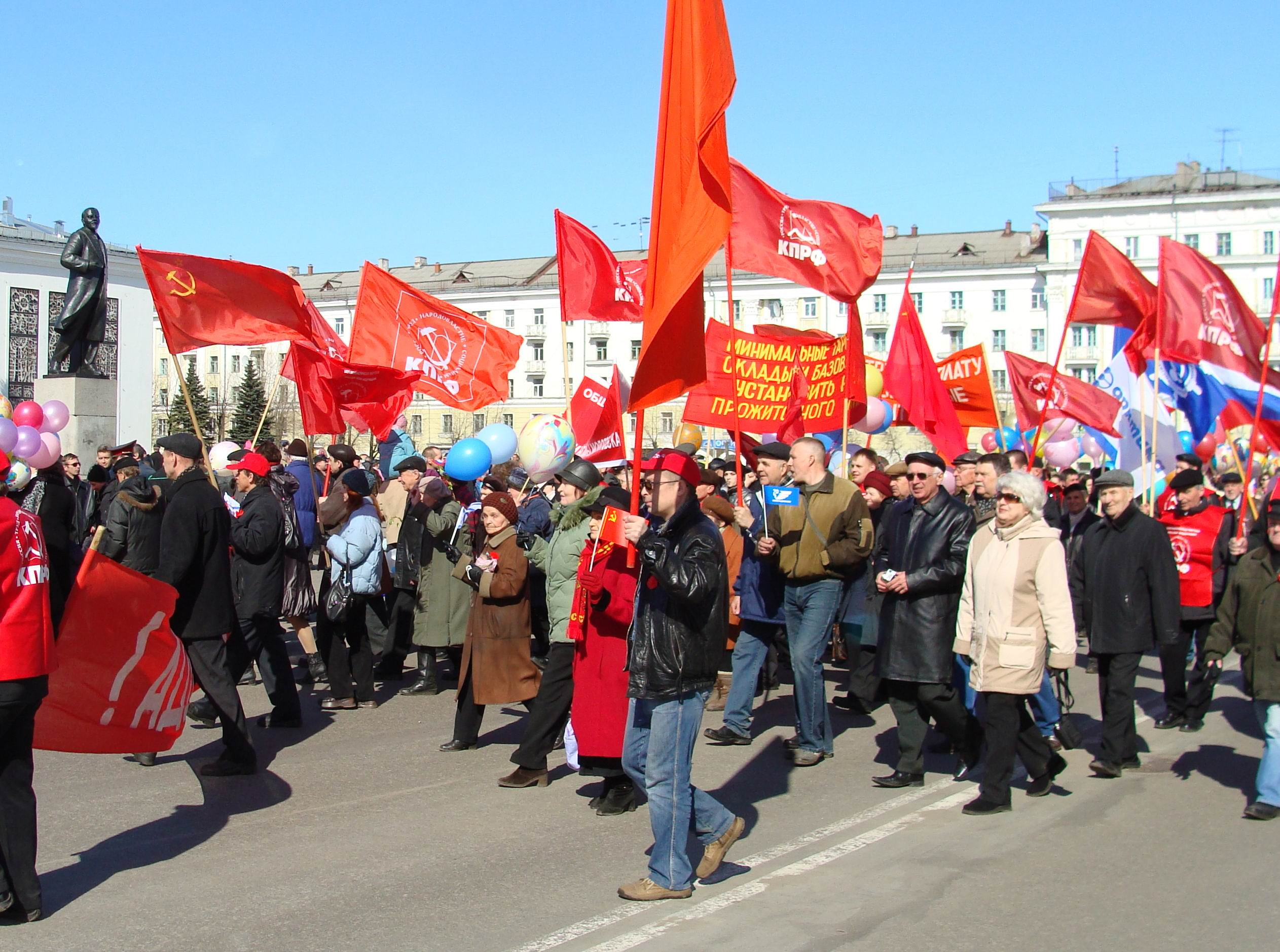
Комуністи марширують під час першотравневих свят 2009 року в Сєверодвінську

22 вересня 2007 XII з'їзд КПРФ затвердив списки кандидатів від партії для участі у виборах депутатів Державної Думи V скликання. Федеральний список знову очолив Г. Зюганов. На виборах, що відбулися 2 грудня 2007 КПРФ набрала 8 046 886 голосів (11,57 %) і отримала 57 мандатів. 15 грудня 2007 на 12-у з'їзді КПРФ втретє висунуто кандидатом Г. Зюганова на пост президента Росії. На президентських виборах він отримав 13 243 550 (17,72 %).
У 2008 році після війни в Південній Осетії КПРФ підтримала лінію керівництва Росії, схваливши військові дії і визнання Південної Осетії і Абхазії. 8 липня 2009 на зустрічі з президентом США Бараком Обамою Зюганов заявив, що в очолюваної ним опозиції «є розбіжності з чинною в Росії влади з внутрішньої політики, але що стосується зовнішньої, то тут збіг думок майже повне — КПРФ виступає категорично проти розширення НАТО, проти розміщення американської ПРО в країнах Східної Європи» КПРФ виступила проти прийняття закону «Про поліцію» (зокрема, проти перейменування міліції в поліцію).

## Структура КПРФ
Вищим керівним органом є з'їзд формально КПРФ. Він обирає склад ЦК, який обирає зі свого складу голову ЦК (лідера партії), його першого заступника і заступників звичайних, а також склад Президії ЦК (голова ЦК, його перший заступник і заступники входять до складу Президії ЦК за посадою). Головою ЦК КПРФ є Геннадій Зюганов, його першим заступником — Іван Мельников, простим заступником — Володимир Кашин.
При ЦК КПРФ існує Центральна консультативна Рада, його очолює А. Лук'янов. Секретаріат ЦК КПРФ формально є виконавчим і контрольним органом партії, однак, він підзвітний Президії ЦК. Ще одним контрольним органом є Центральна Контрольно-ревізійна комісія та її Президія. ЦКРК контролює дотримання статуту КПРФ членами та структурними підрозділами партії, здійснює контроль за веденням господарської діяльності партією та її регіональними відділеннями, а також розглядає скарги та апеляції комуністів на партійні стягнення і виключення з партії. Тобто формально виконує ще й функцію судової влади в партії. Комісія обирається з'їздом, Президія — з її складу.
Перші секретарі регіональних комітетів КПРФ обираються комітетами, а потім затверджуються Президією ЦК партії. Склад комітетів і КРК обирається на конференціях регіональних відділень.
При КПРФ існує молодіжне крило — Спілка Комуністичної Молоді Російської Федерації (СКМ РФ).